# Années 1160 av. J.-C.
Les années 1160 av. J.-C. couvrent les années de 1169 av. J.-C. à 1160 av. J.-C.

## Événements
- 1169 av. J.-C. : 

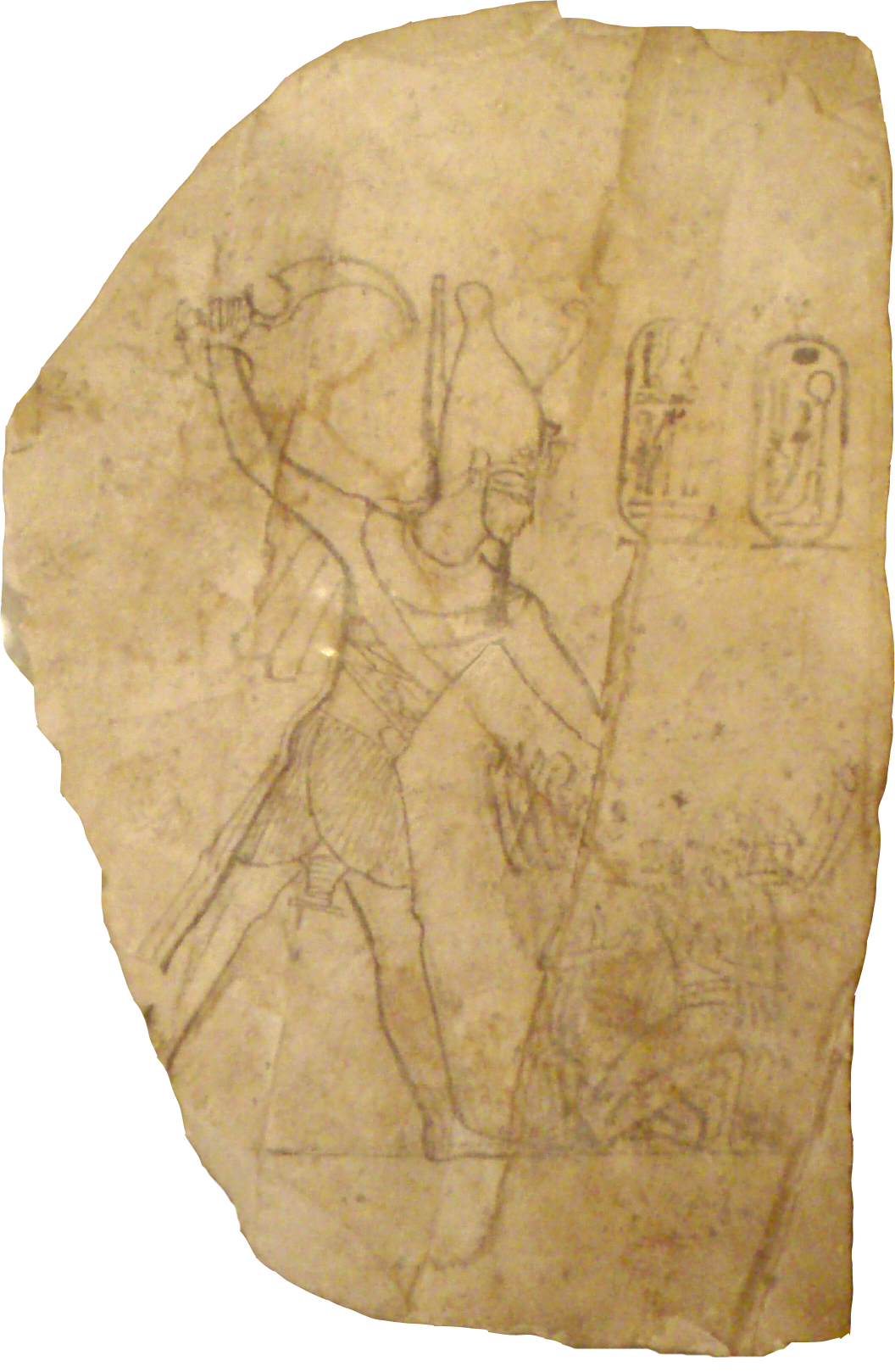
Ostracon représentant Ramsès IV combattant ses ennemis.

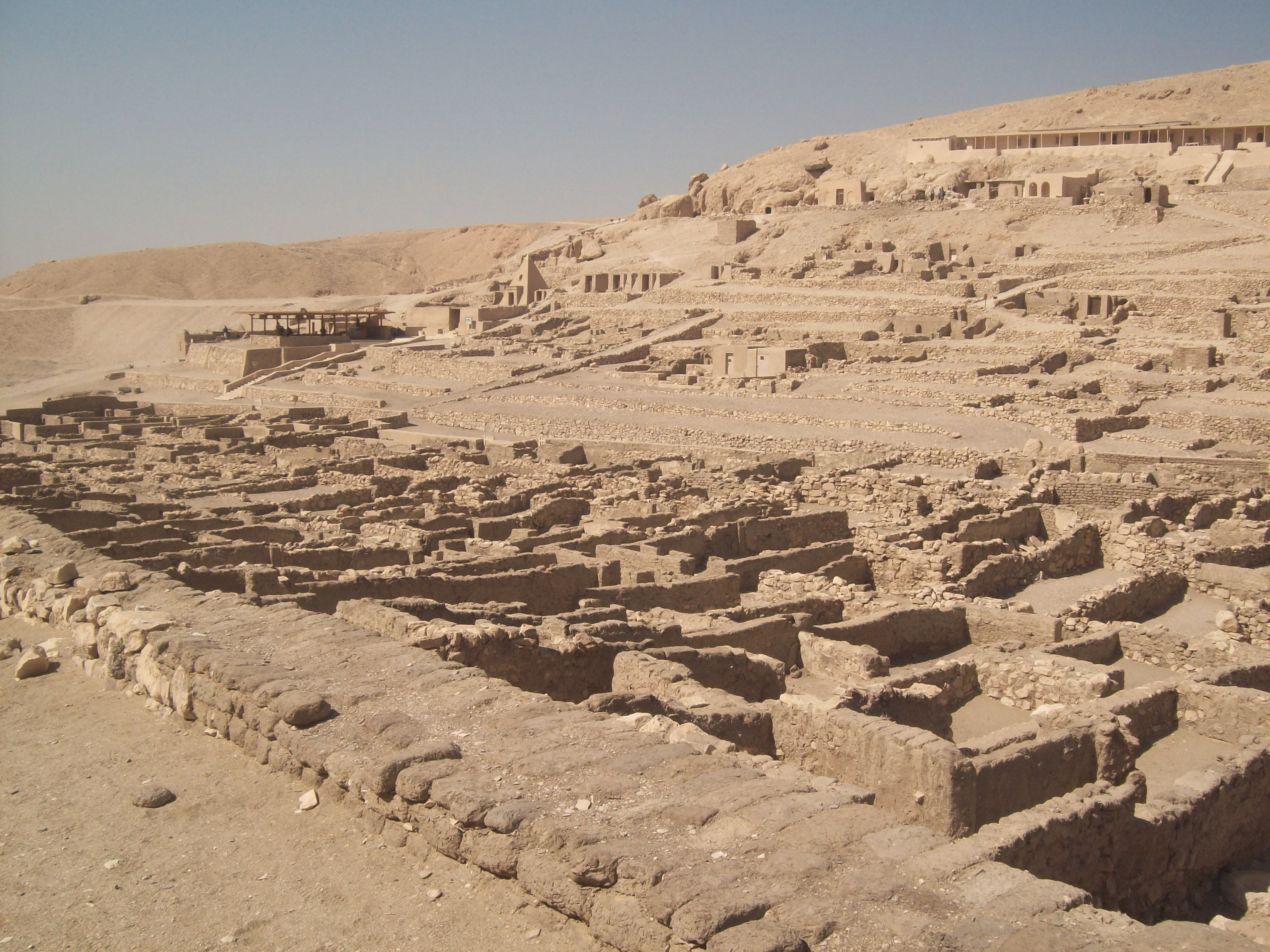
Les fouilles du village de Deir el-Médineh, près de Thèbes, révèlent la condition des artisans qui travaillent sur les tombes royales de la Vallée des Rois pendant le Nouvel Empire. Véritables fonctionnaires, dépendant directement du vizir, ils bénéficient de livraisons régulières d’un personnel attaché (pêcheurs, jardiniers) et semblent jouir de conditions relativement favorables. La documentation permet d’approcher la réalité de leur vie quotidienne. On garde même la mention du premier mouvement de grève connu de l’Histoire, qui obtient la satisfaction des revendications. Ce type de conflits s’inscrit dans un contexte plus large de tensions dues à l’augmentation des phénomènes de corruption, concussion, abus de pouvoirs, dont les sources du Nouvel Empire gardent mémoire, et qui sont significatives d’un individualisme de plus en plus affirmé.

  - Ta est nommé vizir de Haute et Basse-Égypte en l'an 29 du règne de Ramsès III[1]. Il est chargé d'organiser le jubilé (Fête-Sed)[2]. Il doit affronter cette même année la première grève de l’histoire, à Deir el-Médineh. Les ouvriers chargés de la décoration des monuments de la Vallée des Rois pour le jubilé protestent contre le retard de ravitaillement[3].
  - À la fin du règne de Ramsès III, le vizir de Basse Égypte tente de s’emparer du pouvoir à Athribis avec l’aide des habitants de la ville, qui occupent le temple d’Horus, dont ils chassent le personnel et tentent d’administrer le domaine. Le pharaon réagit énergiquement et donne raison au clergé du temple[1].
- 1166 av. J.-C. : un autre complot est fomenté dans le harem royal par la reine Tiy, qui essaye de faire accéder au trône son fils Pentaour. Elle monte une conjuration avec de hauts dignitaires de l’entourage du roi, par l’entremise de leurs épouses. Une révolution, hors du palais, doit accompagner le complot interne. On se livre dans le harem, à des envoûtements à l’aide de statuettes de cire. Mais le complot est éventé, et selon les minutes des procès Ramsès n’est probablement pas tué (?), mais l’étude de sa momie révèle qu’il est mort égorgé[4]. Les conspirateurs, jugés, sont condamnés à mort. Le sort de la reine Tiy n’est pas connu[5].
- Le règne de Ramsès IV, après des années de difficultés intérieures, semble être bien accueilli, et le nouveau roi rétablit un temps la cohésion du pays et une certaine confiance dans le pouvoir royal. Puis l’empire se décompose moralement et matériellement : mauvaises récoltes, misère, hausse des prix, corruption du clergé et des fonctionnaires, révoltes dans le delta (Libyens), pillage des tombes royales à partir du règne de Ramsès IX, ruine de Pi-Ramsès et influence croissante du clergé d’Amon, dirigée par la même famille de Ramsès IV à Ramsès XI, qui mène à la crise définitive (cf. 1085 av. J.-C.). Roi bâtisseur, Ramsès IV organise quelques expéditions au Ouadi Hammamat (carrières) et au Sinaï (turquoises). Mais peu à peu, la prospérité diminue. Les tributs des pays de l’empire ne sont plus versés régulièrement. L’argent manque pour mener des expéditions en Nubie ou en Syrie. Les Phéniciens et les Hébreux drainent alors la majeure partie du commerce de la mer Rouge par le port d’Asiongaber (Eilath).
- 1166-1085 av. J.-C. : règnes en Égypte du pharaon Ramsès IV et de ses successeurs[6]. Ramsès IV, fils de Ramsès III et d’Isis, règne 6 ans (1166-1160 av. J.-C.) ; Ramsès V, fils de Ramsès IV, règne 4 ans (1160-1156 av. J.-C.) ; Ramsès VI, fils de Ramsès III et d’Isis, règne 8 ans (1156-1148 av. J.-C.) ; Ramsès VII, règne 7 ans ; Ramsès VIII, fils de Ramsès III et d’Isis ; Ramsès IX, Ramsès X, Ramsès XI (19 ans) règnent encore pendant une cinquantaine d’années. Ramsesnakht[7], puis Nesiamon et Amenhotep, grand prêtre d'Amon[8].

- 1160 av. J.-C.[9] : le roi d’Élam, Shutruk-Nahhunté Ier envahit et pille la basse Mésopotamie. Il entre dans Babylone et emporte de nombreuses œuvres d’art, dont le Code de Hammurabi à Suse ou la stèle de Naram-Sîn à Sippar. Il dépose le dernier souverain kassite Enlil-nadin-ahhê (1157 av. J.-C.) et annexe le pays. Il nomme gouverneur de Babylonie son fils aîné Kutir-Nahhunte[10].